# Saint-Léger (Mayenne)
 Saint-Léger  es una población y comuna francesa, en la región de Países del Loira, departamento de Mayenne, en el distrito de Laval y cantón de Sainte-Suzanne.

## Demografía
| 320 | 267 | 236 | 223 | 218 | 215 |
| Para los censos de 1962 a 1999 la población legal corresponde a la población sin duplicidades (Fuente: INSEE [Consultar]) |     |     |     |     |     |